# Euklidisk geometri
Hjärnan ännu i mig vrides,

när jag tänker på Euklides

och på de trianglarna ABC och CDA.

Svetten ur min panna gnides

värre än på Golgata.
I euklidisk geometri gäller Euklides fem axiom, av vilka ett är det så kallade parallellaxiomet. De geometriska teorier som inte bygger på parallellaxiomet kallas icke-euklidiska geometrier. 
De olika teorierna ger olika sanningsvärden för vissa geometriska påståenden. I euklidisk geometri är det till exempel sant att vinkelsumman i en triangel alltid är 180 grader, vilket inte är fallet i icke-euklidisk geometri.
Den Euklidiska geometrin är den konventionella form av geometri som lärs ut i skolorna, eftersom den har otaliga praktiska tillämpningar. Man kan grovt göra följande uppdelning:
- polygoner och polyedrar – inkluderar
  - triangeln
  - kvadraten

- beräkningar med vinklar (trigonometri)
- kägelsnitt – inkluderar
  - cirklar
  - ellipser
  - parabler
  - hyperbler